# Sumber Agung (Batanghari)
Sumber Agung is een bestuurslaag in het regentschap Lampung Timur van de provincie Lampung, Indonesië. Sumber Agung telt 2090 inwoners (volkstelling 2010).